# Magdeburške pravice
Magdeburške pravice (nemško Magdeburger Recht) ali Magdeburški zakon je bil seznam mestnih privilegijev, ki ga je objavil svetorimski cesar Oton I.  (936–973), in je temeljil na Flandrijskem zakonu. Urejal je samoupravne pravice v mestih in vaseh, ki jih je podelil lokalni vladar. Zakon, ki je dobil ime po nemškem mestu Magdeburg, je bil morda najpomembnejši sklop srednjeveških zakonov v srednji Evropi. Pravice so postale osnova za nemške mestne zakone, ki so se v več stoletjih razvili v Svetem rimskem cesarstvu. Magdeburške pravice so sprejeli in prilagodili številni monarhi, vključno z vladarji Češke, Ogrske, Poljske in Litve. Postale so mejnik v urbanizaciji regij, ki je spodbudil razvoj na tisoče vasi in mest.

## Določbe
Magdeburg je bil kot član Hanzeatske lige eno najpomembnejših trgovskih mest, ki je trgovalo z Nizozemskimi in baltskimi deželami, na primer z Braunschweigom. Kot večina srednjeveških mestnih zakonov so bile tudi Magdeburške pravice namenjene predvsem urejanju trgovanja v korist lokalnih trgovcev in obrtnikov, ki so predstavljali najpomembnejši del prebivalstva mnogih takih mest. Tuji trgovci, ki so prihajali v mesto, niso smeli trgovati sami, temveč so morali blago, ki so ga prinesli v mesto, prodati lokalnim trgovcem, če ga je kdo želel kupiti.
V teh mestih so bili včasih tekmeci Judje in Nemci. Judje so živeli pod privilegiji, o katerih so se skrbno pogajali s kraljem ali cesarjem, in niso bili podvrženi mestni jurisdikciji. Ti privilegiji so jim zagotavljali, da so lahko ohranili svojo avtonomijo, živeli po svojih zakonih in bili neposredno podvrženi kraljevi jurisdikciji v zadevah, ki so zadevale Jude in kristjane. Ena od določb, odobrenih Judom, je bila, da Juda ni mogoče prisiliti, da bi bil informator (nemško Gewährsmann), kar pomeni, da je imel pravico ohraniti zaupnost, kako je pridobil predmete v svoji posesti. Jud s to pravico je lahko prostovoljno razkril, kdo mu je predmet podaril, prodal ali posodil, vendar ga je bilo nezakonito prisiliti, da to pove. Druge določbe, ki so se pogosto omenjale, so bile dovoljenje za prodajo mesa kristjanom ali zaposlovanje krščanskih služabnikov. Vsaj nekateri sodobni opazovalci so imeli vzporedno infrastrukturo Judov in kristjanov za pomembno. V srednjeveški poljski politiki razvoja kraljevih mest so bili tako nemški trgovci kot Judje povabljeni, da se naselijo v poljskih mestih.

## Razširjenost Magdeburških pravic
Magdeburške pravice so spadale med najnaprednejše v tistem času in bile v 12. in 13. toletju podeljene več kot sto mestom v srednji Evropi izven Nemčije, vključno s Schleswigom, Češko, Poljsko, Belorusijo, Ukrajino, Pomorjanskim, Veliko litovsko kneževino  (po pokristjanjevanju Litve) in verjetno Moldavijo. V teh deželah so bile pravice znane večinoma kot nemško ali tevtonsko pravo. Ker je lokalno sodišče v Magdeburgu postalo tudi višje sodišče za ta mesta, je Magdeburg skupaj z Lübeckom skozi stoletja praktično določal pravo severne Nemčije, Poljske in Litve, saj je bil srce najpomembnejše »družine« mestnih zakonov. Ta vloga mu je pripadala, dokler niso bili stari germanski zakoni pod vplivom Cesarskega zborničnega sodišča (Reichskammergericht) med cesarsko reformo leta 1495 uspešno nadomeščeni z rimskim pravom.

## Implementacija po Evropi
Magdeburške pravice, uveljavljene na Poljskem, so se razlikovale od prvotne nemške oblike. Kombinirale  so se z nizom poljskih civilnih in kazenskih zakonov ter prilagodile tako, da so vključevale urbanistično načrtovanje, priljubljeno v zahodni Evropi, ki je temeljilo bolj ali manj na starorimskem modelu. Poljski lastniki zemljišč so po vsej državi uporabljali lokacijski privilegij, znan kot »naselje z nemškim pravom«, običajno brez nemških naseljencev. Podeželski ljudje, ki pogosto niso poznali dejanskega nemškega besedila, so v zasebnih odnosih izvajali staro običajno poljsko pravo.
Pomembna poljska, litovska in današnja beloruska in ukrajinska mesta, ki so bila upravljana na podlagi lokacijskega privilegija, znanega kot »naselje z nemškim pravom« in so ga izdali zemljiški gospodje Poljske in Velike kneževine Litve (od 16. do 18. stoletja zemljiški gospodje Poljsko-litovske skupne države), so vključevala Biecz, Frysztak, Sandomierz, Krakov, Kurów, Minsk, Polock, Poznanj, Ropczyce, Lodž, Vroclav, Złotoryja, Vilna, Trakai, Kaunas, Hrodna, Kijev, Lvov, Črnovice, Brody, Lutsk, Volodymyr, Sanok, Sniatyn, Nizhyn in več sto drugih. Ščečin takrat ni bil del Poljske in je dobil mestne pravice od pomorjanskih gospodov. Prednosti niso bile samo gospodarske, ampak tudi politične. Člani plemiških družin so se lahko večinoma neizpodbijano vključili v mestni patricijat.
V srednjeveškem Ogrskem kraljestvu sta bili prvi mesti, ki sta prejeli Magdeburške pravice Goldberg (leta 1211) in  Székesfehérvár (1237). Sledili so mu Trnava (1238), Nitra (1248), Levoča (1271) in Žilina (1369). Mesta, vključno z Bardejovom, Budimom, Bratislavo in Košicami, so namesto Magdeburških pravic sprejela južnonemške Nürnberške mestne pravice.

## Seznam mest
Kronologija pridobitve Magdeburških pravic s strani mest Velike litovske kneževine (predvsem ozemlja sodobne Belorusije, Litve in Ukrajine) in Kraljevine Madžarske (mesto Mukačevo) je naslednja:
| mesto              | sodobna država | leto pridobitve Magdeburških pravic            |
| 14. stoletje       | 14. stoletje   | 14. stoletje                                   |
| ------------------ | -------------- | ---------------------------------------------- |
| Vladimir           | Ukrajina       | 1324 (še v sestavi Gališko-volinske kneževine) |
| Lvov               | Ukrajina       | 1356                                           |
| Sudova Višnja      | Ukrajina       | 1368                                           |
| Kamjanec-Podilski  | Ukrajina       | 1374                                           |
| Belz               | Ukrajina       | 1377, v sestavi Kraljevine Ogrska              |
| Vilna              | Litva          | 1387                                           |
| Terebovlja         | Ukrajina       | 1389                                           |
| Gorodok            | Ukrajina       | 1389                                           |
| Brest              | Belorusija     | 1390                                           |
| Grodno             | Belorusija     | 1391 – nepopolno, 1496 – popolno               |
| Židačiv            | Ukrajina       | 1393                                           |
| 15. stoletje       |                |                                                |
| Kolomija           | Ukrajina       | 1405                                           |
| Kovno              | Litva          | 1408                                           |
| Busk               | Ukrajina       | 1411                                           |
| Sokal              | Ukrajina       | 1424                                           |
| Letičiv            | Ukrajina       | 1429                                           |
| Kremenec           | Ukrajina       | 1431                                           |
| Strij              | Ukrajina       | 1431                                           |
| Luck               | Ukrajina       | 1432                                           |
| Suraż              | Poljska        | 1440                                           |
| Sluck              | Belorusija     | 1441                                           |
| Trakai             | Litva          | 1444                                           |
| Žitomir            | Ukrajina       | 1444                                           |
| Mukačevo           | Ukrajina       | 1445                                           |
| Smotrič            | Ukrajina       | 1448                                           |
| Tolmač             | Ukrajina       | 1448                                           |
| Hmilnik            | Ukrajina       | 1448                                           |
| Jarmolinci         | Ukrajina       | 1455                                           |
| Drogobič           | Ukrajina       | 1460, leta 1506 potrdil poljski kralj          |
| Ugniv              | Ukrajina       | 1462                                           |
| Bibrka             | Ukrajina       | 1469                                           |
| Črnovice           | Ukrajina       | 1488                                           |
| Rivne              | Ukrajina       | 1492                                           |
| Brańsk             | Poljska        | 1493                                           |
| Visokaje           | Belorusija     | 1494                                           |
| Kijev              | Ukrajina       | 1494–1497                                      |
| Bielsk Podlaski    | Poljska        | 1495                                           |
| Polock             | Belorusija     | 1498                                           |
| Drohiczyn          | Poljska        | 1498                                           |
| Minsk              | Belorusija     | 1499                                           |
| Braslau            | Belorusija     | 1500                                           |
| 16. stoletje       |                |                                                |
| Mielnik            | Poljska        | 1501                                           |
| Vavkavisk          | Belorusija     | 1503                                           |
| Kamenec            | Belorusija     | 1503                                           |
| Rečica             | Belorusija     | 1511                                           |
| Navagrudak         | Belorusija     | 1511                                           |
| Milejczyce         | Poljska        | 1516                                           |
| Kovel              | Ukrajina       | 1518                                           |
| Porazava           | Belorusija     | 1523                                           |
| Hiriv              | Ukrajina       | 1528                                           |
| Narew              | Poljska        | 1529                                           |
| Mirgorod           | Ukrajina       | 1530                                           |
| Slonim             | Belorusija     | 1531                                           |
| Čortkiv            | Ukrajina       | 1533                                           |
| Pidgajci           | Ukrajina       | 1539                                           |
| Ljubomlj           | Ukrajina       | 1541                                           |
| Sinjava            | Ukrajina       | 1543                                           |
| Starij Sambir      | Ukrajina       | 1553                                           |
| Motal              | Belorusija     | 1555                                           |
| Čornij Gorodok     | Ukrajina       | 1556                                           |
| Kreva              | Belorusija     | 1559 (?)                                       |
| Gomelj             | Belorusija     | 1560                                           |
| Augustów           | Poljska        | 1561, Mogiljov – male pravice                  |
| Mogiljov           | Belorusija     | 1561, Mogiljov – male pravice                  |
| Barisav            | Belorusija     | 1563                                           |
| Živarno            | Ukrajina       | 1563                                           |
| Dobromilj          | Ukrajina       | 1566                                           |
| Ašmjani            | Belorusija     | 1566                                           |
| Janušpilj          | Ukrajina       | 1569                                           |
| Javoriv            | Ukrajina       | 1569                                           |
| Merkinė            | Litva          | 1569                                           |
| Piszczac           | Poljska        | 1569                                           |
| Krynki             | Poljska        | 1569                                           |
| Dzisna             | Belorusija     | 1569                                           |
| Radaškoviči        | Belorusija     | 1569                                           |
| Suraž              | Belorusija     | 1570                                           |
| Lojev              | Belorusija     | 1576                                           |
| Mazir              | Belorusija     | 1577, Mogiljov – velike pravice                |
| Mogiljov           | Belorusija     | 1577, Mogiljov – velike pravice                |
| Ula                | Belorusija     | 1577, Mogiljov – velike pravice                |
| Litin              | Ukrajina       | 1578                                           |
| Garadnaja          | Belorusija     | 1579                                           |
| Alytus             | Litva          | 1581                                           |
| Pinsk              | Belorusija     | 1581                                           |
| Dinaburg           | Latvija        | 1582                                           |
| Jezjarišča         | Belorusija     | 1583                                           |
| Ljahivci           | Ukrajina       | 1583                                           |
| Izjaslav           | Ukrajina       | 1583, obnovljeno leta 1754                     |
| Brodi              | Ukrajina       | 1584                                           |
| Korsun             | Ukrajina       | 1585                                           |
| Veliž              | Rusija         | 1585                                           |
| Njasviž            | Belorusija     | 1586                                           |
| Šargorod           | Ukrajina       | 1588                                           |
| Pružani            | Belorusija     | 1588                                           |
| Bila Cerkva        | Ukrajina       | 1589                                           |
| Biržai             | Litva          | 1589                                           |
| Kobrin             | Belorusija     | 1589 in do leta 1766                           |
| Korostenj          | Ukrajina       | 1589                                           |
| Pružani            | Belorusija     | 1589                                           |
| Garadzec           | Belorusija     | 1589                                           |
| Lida               | Belorusija     | 1590                                           |
| Ljubča             | Belorusija     | 1590                                           |
| Lubni              | Ukrajina       | 1591                                           |
| Mošni              | Ukrajina       | 1592                                           |
| Čigirin            | Ukrajina       | 1592                                           |
| Dunajivci          | Ukrajina       | 1592                                           |
| Pirjatin           | Ukrajina       | 1592                                           |
| Medžibiž           | Ukrajina       | 1593                                           |
| Borispolj          | Ukrajina       | 1596                                           |
| Vitebsk            | Belorusija     | 1597, leta 1623 odvzete pravice                |
| Kolki              | Ukrajina       | 1598                                           |
| Skalat             | Ukrajina       | 1600                                           |
| 17. stoletje       |                |                                                |
| Salnicja           | Ukrajina       | 1601                                           |
| Fastiv             | Ukrajina       | 1601                                           |
| Žovkva             | Ukrajina       | 1603                                           |
| Vinniki            | Ukrajina       | 1603                                           |
| Tetijiv            | Ukrajina       | 1606                                           |
| Prienai            | Litva          | 1609                                           |
| Smolensk           | Rusija         | 1611                                           |
| Gorki              | Belorusija     | 1613                                           |
| Žirovici           | Belorusija     | 1613                                           |
| Гостомель          | Ukrajina       | 1614                                           |
| Сквира             | Ukrajina       | 1616                                           |
| Шепетовка          | Ukrajina       | 1619                                           |
| Богуслав           | Ukrajina       | 1620                                           |
| Стародуб           | Rusija         | 1620                                           |
| Новгород-Северский | Ukrajina       | 1620                                           |
| Медвин             | Ukrajina       | 1620                                           |
| Друя               | Belorusija     | 1620                                           |
| Орша               | Belorusija     | 1620                                           |
| Лысянка            | Ukrajina       | 1622                                           |
| Перемышляны        | Ukrajina       | 1623                                           |
| Černigov           | Ukrajina       | 1623                                           |
| Себеж              | Rusija         | 1623                                           |
| Невель             | Rusija         | 1623                                           |
| Рославль           | Rusija         | 1623                                           |
| Белый              | Rusija         | 1625                                           |
| Красный            | Rusija         | 1625                                           |
| Дорогобуж          | Rusija         | 1625, leta 1634 odvzete pravice                |
| Стародуб           | Rusija         | 1625                                           |
| Нежин              | Ukrajina       | 1625                                           |
| Мглин              | Rusija         | 1626                                           |
| Кричев             | Belorusija     | 1633                                           |
| Логишин            | Belorusija     | 1633                                           |
| Славута            | Ukrajina       | 1633                                           |
| Мстиславль         | Belorusija     | 1634                                           |
| Бешенковичи        | Belorusija     | 1634 – delno                                   |
| Толочин            | Belorusija     | 1634                                           |
| Чаусы              | Belorusija     | 1634                                           |
| Ружаны             | Belorusija     | 1637                                           |
| Острино            | Belorusija     | 1641                                           |
| Сатанов            | Ukrajina       | 1641                                           |
| Чериков            | Belorusija     | 1641                                           |
| Дивин              | Belorusija     | 1642, omejene pravice                          |
| Казимир            | Belorusija     | 1643                                           |
| Орля               | Poljska        | 1643                                           |
| Глухов             | Ukrajina       | 1644                                           |
| Малеч              | Belorusija     | 1645                                           |
| Žirovici           | Belorusija     | 1652                                           |
| Копыль             | Belorusija     | 1652                                           |
| Клецк              | Belorusija     | 1652                                           |
| Заблудов           | Poljska        | 1654                                           |
| Батурин            | Ukrajina       | 1654                                           |
| Козелец            | Ukrajina       | 1656                                           |
| Станиславов        | Ukrajina       | 1662                                           |
| Остёр              | Ukrajina       | 1662                                           |
| Погар              | Rusija         | 1666                                           |
| Гомель             | Belorusija     | 1670                                           |
| 18. stoletje       |                |                                                |
| Столбцы            | Belorusija     | 1729                                           |
| Турка              | Ukrajina       | 1730                                           |
| Ильинцы            | Ukrajina       | 1757                                           |
| Ушачи              | Belorusija     | 1758                                           |
| Турийск            | Украина        | 1759                                           |
| Бобр               | Belorusija     | 1762                                           |
| Шклов              | Belorusija     | 1762                                           |
| Бобруйск           | Belorusija     | 1764                                           |
| Печенежин          | Ukrajina       | 1766                                           |
| Залещики           | Ukrajina       | 1766                                           |
| Мельница           | Ukrajina       | 1767                                           |
| Смела              | Ukrajina       | 1773                                           |
| Вабальнинкас       | Litva          | 1775                                           |
| Балта              | Ukrajina       | 1776                                           |
| Почаев             | Ukrajina       | 1778                                           |
| Томашгород         | Ukrajina       | 1778                                           |
| Коростышев         | Ukrajina       | 1779                                           |
| Прилуки            | Ukrajina       | 1783                                           |
| Городня            | Ukrajina       | 1785                                           |
| Рожнятов           | Ukrajina       | 1785                                           |
| Тульчин            | Ukrajina       | 1787                                           |
| Тараща             | Ukrajina       | 1791                                           |
| Тельши             | Litva          | 1791                                           |
| Плунге             | Litva          | 1792                                           |
| Арёгала            | Litva          | 1792                                           |
| Ugar               | Belorusija     | 1792                                           |
| Чемеровцы          | Ukrajina       | 1797                                           |